# Almaraz de Duero
Almaraz de Duero és un municipi de la província de Zamora a la comunitat autònoma de Castella i Lleó. Limita al nord amb Zamora, al sud amb el riu Duero i Pereruela de Sayago, a l'est amb el riu Duero i San Román de los Infantes (annex de Pereruela de Sayago) i a l'oest amb Villaseco del Pan i Muelas del Pan.

## Demografia
| 1991 | 1996 | 2001 | 2004 |
| ---- | ---- | ---- | ---- |
| 501  | 488  | 452  | 447  |